# 巴嘎柴达木湖
巴嘎柴达木湖也称小柴旦湖、小柴达木湖，位于中国青海省海西蒙古族藏族自治州大柴旦行政委员会境内，是一个典型的盐湖。地处柴达木盆地的中北部，被库尔雷克山、绿梁山和锡铁山所环绕，湖泊主要依靠塔塔棱河进行补给。

## 历史与现状
小柴旦湖原与伊克柴达木湖（大柴达木湖）属同一大湖，后因湖水退缩分离成两个独立的湖泊。1984年4月的实测数据显示，湖面高程为3172米，湖长13.2千米，最大宽度为8.2千米，平均宽度为5.42千米，水面面积为71.5平方千米，最大水深为0.69米，平均水深为0.26米，总蓄水量为1859万立方米。集水面积为6154平方千米。

## 季节变化
秋季为湖泊的丰水期，盐度也在此期间达到最高值。

## 交通
德小高速（G315）和柳格高速（G3011）在小柴旦湖附近交汇。